# Ерл Браудер
Ерл Рассел Браудер (20 травня 1891 — 27 червня 1973) — американський політик, комуністичний діяч та лідер Комуністичної партії США (CPUSA). Браудер був генеральним секретарем Комуністичної партії США в 1930-х і першій половині 1940-х років.
Під час Першої світової війни Браудер відсидів у федеральній в’язниці як відмовник від призову на військову службу та війну. Після звільнення Браудер став активним членом американського комуністичного руху, незабаром працюючи організатором від імені Комуністичного Інтернаціоналу та його Червоного Інтернаціоналу профспілок в Китаї та Тихоокеанському регіоні.
У 1930 році, після усунення конкуруючої політичної фракції від керівництва, Браудер був призначений генеральним секретарем КП. Протягом наступних 15 років після цього, Браудер був найбільш впізнаваним громадським діячем, пов’язаним з американським комунізмом, автором десятків памфлетів та книг, виступаючи з численними публічними промовами перед іноді широкою аудиторією і двічі балотуючись на пост президента Сполучених Штатів. Браудер також брав участь у діяльності від імені радянської розвідки в Америці під час свого партійного керівництва, зв'язуючи тих, хто намагався передати партії конфіденційну інформацію, з радянською розвідкою.
На хвилі громадського обурення нацистсько-радянським пактом 1939 року Браудера звинуватили у шахрайстві з паспортом. Він був достроково засуджений за двома звинуваченнями в 1940 році та засуджений до чотирьох років ув'язнення, залишаючись на волі на час після апеляції. Навесні 1942 року Верховний суд США підтвердив вирок, й Браудер почав 14-місячне відбування у федеральній в’язниці. У 1943 році Браудера випустили, як жест до єдності часів війни.
Браудер був твердим прихильником тісної співпраці між Сполученими Штатами та Радянським Союзом під час Другої світової війни і передбачав продовження співпраці між цими двома військовими державами у післявоєнні роки. Побачивши роль американських комуністів як організованої групи тиску в рамках широкої урядової коаліції, 1944 року він керував перетворенням CPUSA на «комуністичну політичну асоціацію». Однак після смерті президента Франкліна Д. Рузвельта швидко виникла "Холодна війна". Браудера виключили з відновленої Комуністичної партії на початку 1946 року, в основному через відмову змінити ці погляди відповідно до мінливих політичних реалій та пов'язаних з ними ідеологічних вимог.
Браудер прожив решту свого життя у відносній невідомості у своєму будинку в Йонкерсі, штат Нью-Йорк, а потім у Прінстоні, штат Нью-Джерсі, де він помер у 1973 році. Він написав численні книги та брошури з політичних питань.

## Життєпис
Ерл Браудер народився 20 травня 1891 року у Вічіті, штат Канзас, восьмою дитиною Марти Джейн (Хенкінс) та Вільяма Браудера, вчителя і фермера. Його батько прихильно ставився до популізму.

### Соціаліст
1907 року Браудер, у 16 років, приєднався до Соціалістичної партії Америки в Вічіті і залишався в цій організації до партійного розколу 1912 року, коли багато членів групи, які підтримували ідеал синдикалістів, вийшли з партії після того, як вона додала пункт про антисаботаж. До конституції партії та відкликання члена Національного виконавчого комітету Вільяма «Великого Білла» Хейвуда. Історик Теодор Дрейпер зазначає, що Браудер «перебував під впливом відгалуження синдикалістського руху, який вірив у роботу в Американській федерації праці (AFL)».[2] Ця ідеологічна орієнтація привела молодого Браудера в контакт із Вільямом З. Фостером, засновником. організації під назвою Синдикалістична ліга Північної Америки, яка базувалася на подібній політиці, і Джеймса П. Кеннона, прихильника з Канзасу.
Браудер агресивно виступав проти Першої світової війни, характеризуючи бойові дії як імперіалістичний конфлікт. Після того, як Сполучені Штати приєдналися до війни в 1917 році, Браудер був заарештований і звинувачений згідно з Законом про шпигунство у змові з метою порушити дію законопроєкту та нереєстрацію. Браудер був засуджений до двох років ув'язнення за змову і року за нереєстрацію [3], який сидів у в'язниці з грудня 1917 до листопаду 1918 року.

### Комуніст
У 1919 році Браудер, Кеннон та їхні соратники з Канзас-Сіті заснували радикальну газету The Workers World, першим редактором якої був Браудер. Однак у червні того ж року Браудера знову посадили у в’язницю за звинуваченням у змові, а Кеннон зайняв посаду редактора. Другий тюремний термін Браудера, який відбув у виправній колонії Лівенворту, тривав до листопада 1920 року, виключивши його з обігу під час критичного періоду, коли секція лівого крила Соціалістичної партії вийшла з SPA, щоб сформувати Комуністичну партію Америки та Комуністичну робочу партію Америки. Після цього відбулася серія розколів і злиттів, причому дві комуністичні партії офіційно об’єдналися в 1921 році.
Вийшовши нарешті з в’язниці, Браудер незабаром приєднався до Об’єднаної комуністичної партії (UCP), а також до новоствореної освітньої ліги профспілок (TUEL), яку заснував його старий соратник Вільям З. Фостер. Браудер знайшов роботу головним редактором щомісячного журналу TUEL, The Labor Herald.
У 1920 році Комуністичний Інтернаціонал (Комінтерн) на чолі з Григорієм Зінов'євим ухвалив рішення про створення міжнародної конфедерації комуністичних профспілок - Червоного Інтернаціоналу профспілок (РІЛУ, або «Профінтерн»). У липні 1921 року в Москві планувалося провести установчий з'їзд, на якому була зібрана американська делегація, у тому числі члени американських комуністичних партій й промислові робітники світу. До цієї делегації був призначений Ерл Браудер, який нібито представляв шахтарів Канзасу, а позапартійний Фостер був присутнім як журналіст, який представляв Федеральну пресу. Ця поїздка до Радянської Росії, випадково, виявилася вирішальною для приєднання синдикаліста Фостера до комуністичного руху.
Протягом початку 1920-х років Браудер і Фостер тісно співпрацювали в TUEL, намагаючись заручитися підтримкою Чиказької федерації праці у створенні нової масової фермерсько-лейбористської партії, яка могла б кинути виклик гегемонії республіканців на виборах. і демократичні партії.
1928 року Браудер і його дівчина Кітті Гарріс поїхали до Китаю і жили в Шанхаї, де Браудер обіймав посаду секретаря Секретаріату Пан-Тихоокеанського профспілки RILU, таємної робочої організації, яка працювала над об’єднанням робітничого руху Азії та країн світу. Тихоокеанський басейн. Пара повернулася до Сполучених Штатів у січні 1929 року.

## Особисте життя та смерть
Браудер одружився з Раїсою Беркман.
Ерл Браудер помер у Прінстоні, штат Нью-Джерсі, 27 червня 1973 року.
Його три сини, Фелікс, Вільям та Ендрю, всі видатні математики-дослідники, були лідерами американської математичної спільноти.
Онук Білл Браудер (син Фелікса) був співзасновником і головою інвестиційної групи Hermitage Capital Management, яка діяла більше 10 років у Москві під час хвилі приватизації після розпаду Радянського Союзу. Браудер отримав громадянство Великої Британії 1998 року. Правнук Джошуа Браудер — британо-американський підприємець, борець за права споживачів та громадський діяч.

## Роботи

### Книги та памфлети
- A System of Accounts for a Small Consumers' Co-operative New York: Cooperative League of America, 1918.
- Unemployment: Why it Occurs and How to Fight It. Chicago: Literature Dept., Workers Party of America, 1924.
- Class Struggle vs. Class Collaboration. Chicago: Workers Party of America, 1925.
- Civil War in Nationalist China. Chicago: Labor Unity Publishing Association, 1927. alternate link
- China and American Imperialist Policy. Chicago: Labor Unity Pub. Association, 1927.
- Out of a Job New York: Workers Library Publishers, 1930.
- War Against Workers' Russia! New York: Workers Library Publishers, 1931.
- Secret Hoover-Laval War Pacts. New York: Workers Library Publishers, 1931.
- The Fight for Bread: Keynote Speech. New York: Workers Library Publishers, 1932.
- The Meaning of Social-Fascism: Its Historical and Theoretical Background. New York: Workers Library Publishers, 1933.
- What Every Worker Should Know About the NRA. New York: Workers Library Publishers, 1933.
- Is Planning Possible Under Capitalism? New York: Workers Library Publishers, 1933.
- What is the New Deal? New York: Workers Library Publishers, 1933.
- Report of the Central Committee to the Eighth Convention of the Communist Party of the USA, Held in Cleveland, Ohio, April 2–8, 1934. New York: Workers Library Publishers, 1934.
- The Communist Party and the Emancipation of the Negro People. New York: Harlem section of the Communist Party, 1934.
- Communism in the United States. New York: International Publishers, 1935.
- Unemployment Insurance: The Burning Issue of the Day. New York: Workers Library Publishers, 1935.
- New Steps in the United Front: Report on the Seventh World Congress of the Communist International. New York: Workers Library Publishers, 1935.
- Religion and Communism. New York: Workers Library Publishers, 1935.
- Security for Wall Street or for the Masses. Philadelphia: Communist Party of the USA, 1935.
- The People's Front in America. New York: Published for the State Campaign Committee of the Communist Party by Workers Library Publishers, 1936.
- Report of the Central Committee to the Ninth National Convention of the Communist Party of the USA. New York: Workers Library Publishers, 1936.
- Democracy or Fascism?  Earl Browder's Report to the Ninth Convention of the Communist Party. New York: Workers Library Publishers, 1936.
- Zionism: Address at the Hippodrome Meeting Jun 8, 1936. New York: Yidburo Publishers, 1936.
- Foreign Policy and the Maintenance of Peace: Radio Speech of Earl Browder, Communist Party candidate for U.S. President, Delivered over a Coast-to-Coast Network of the National Broadcasting Company, August 28, 1936. New York: Communist Party of USA, 1936.
- Lincoln and the Communists. New York: Workers Library Publishers, 1936.
- Who are the Americans? New York: Workers Library Publishers, 1936.
- To all Sympathizers of the Communist Party. New York: Communist Party, 1936.
- The Landon-Hearst Threat Against Labor: A Labor-Day Message. New York: National Campaign Committee Communist Party, 1936.
- Old Age Pensions and Unemployment Insurance: Radio Address. New York: National Campaign Committee Communist Party, 1936.
- Hearst's "Secret" Documents in Full. New York: Workers Library Publishers, 1936.
- Acceptance Speeches: Communist Candidates in the Presidential Elections. New York: Workers Library Publishers, 1936.
- The Communist Position in 1936: Radio Speech Broadcast March 5, 1936. New York: Workers Library Publishers, 1936.
- Build the United People's Front: Report to the November Plenum of the Central Committee of the Communist Party of the USA. New York: Workers Library Publishers, 1936.
- The Results of the Elections and the People's Front: Report Delivered December 4, 1936 to the Plenum of the Central Committee of the Communist Party of the USA. New York: Workers Library Publishers, 1936.
- What Is Communism? New York: Vanguard Press, 1936.
- Trotskyism Against World Peace. New York: Workers Library Publishers, 1937.
- Talks to America. New York: Workers Library Publishers, 1937.
- Lenin and Spain New York: Workers Library Publishers, 1937. alternate link
- North America and the Soviet Union: The Heritage of Our People. New York: Workers Library Publishers, 1937.
- The 18th Anniversary of the Founding of the Communist Party: Radio Address Delivered over a Coast-to-Coast Network of the National Radio Broadcasting Company, September 1, 1937. New York: Central Committee Communist Party, 1937.
- The Communists in the People's Front: Report Delivered to the Plenary Meeting of the Central Committee of the Communist Party, USA held June 17-20, 1937. New York: Workers Library Publishers, 1937.
- China and the USA. New York: Workers Library Publishers, 1937.
- New Steps to Win the War in Spain. (with Bill Lawrence) New York: Workers Library Publishers, 1938.
- Social and National Security. New York: Workers Library Publishers, 1938.
- The Nazi Pogrom, an Outcome of the Munich Betrayal. New York, N.Y., State Committee, Communist Party, 1938.
- Unite the People of Illinois for Jobs, Security, Peace and Democracy: Report to the Illinois State Convention of the Communist Party. Chicago: Illinois State Committee of the Communist Party, 1938.
- Attitude of the Communist Party on the Subject of Public Order. [Detroit, MI]: Chevrolet Branch of the Communist Party, 1938.
- Report to the Tenth National Convention of the Communist Party on Behalf of the Central Committee. New York: Workers Library Publishers, 1938.
- The Democratic Front for Jobs, Security, Democracy, and Peace: Report to the Tenth National Convention of the Communist Party of the USA on Behalf of the National Committee, Delivered on Saturday, May 28, 1938, at Carnegie Hall, New York. New York: Workers Library Publishers, 1938.
- Traitors in American History: Lessons of the Moscow Trials. New York: Workers Library Publishers, 1938.
- A Message to Catholics. New York: Workers Library Publishers, 1938.
- The People's Front. New York: International Publishers, 1938. — A collection of speeches and articles.
- Concerted action or isolation: which is the road to peace? New York: International Publishers, 1938.
- The Economics of Communism: The Soviet Economy in its World Relation. New York: Workers Library Publishers, 1939.
- Religion and Communism. New York: Workers Library Publishers, 1939
- The 1940 Elections: How the People Can Win. New York: Workers Library Publishers, 1939.
- Theory as a Guide to Action. New York: Workers Library Publishers, 1939.
- Unity for Peace and Democracy. New York: Workers Library Publishers, 1939.
- Whose War is It? New York: Workers Library Publishers, 1939.
- Socialism, War, and America. New York: Workers Library Publishers, 1939.
- Stop the War New York: Workers Library Publishers, 1939.
- Finding the Road to Peace: Radio Address, Aug. 29, 1939. New York: Communist Party, 1939.
- America and the Second Imperialist War. New York, New York State Committee, Communist Party, 1939.
- Communist Leader Says: "Protect Bill of Rights to Keep America Out of War." San Francisco: Communist Party, 1939.
- Remarks of the General Secretary of the Communist Party, Earl Browder, Made at the Enlarged Meeting of the State Committee of the Communist Party of California on May 28, 1939. Los Angeles: California Organization and Educational Departments, Communist Party USA, 1939.
- Speech of Earl Browder, Auspices of Yale Peace Council, New Haven, Conn., Nov. 28, 1939.  New York: Communist Party of America, National Committee, Publicity Dept., 1939.
- The People's Road to Peace. New York: Workers Library Publishers, 1940. —Keynote address to 11th Convention.
- The People against the War-Makers. New York: Workers Library Publishers, 1940.
- The Jewish People and the War. New York: Workers Library Publishers, 1940.
- Internationalism; Results of the 1940 Election: Two Reports. New York: Workers Library Publishers, 1940.
- Earl Browder Takes His Case to the People. New York: Workers Library Publishers, 1940.
- An American Foreign Policy for Peace. New York: Workers Library Publishers, 1940.
- Earl Browder Talks to the Senators on the Real Meaning of the Voorhis "Blacklist" Bill. New York: Workers Library Publishers, 1940.
- The Most Peculiar Election: The Campaign Speeches of Earl Browder. New York: Workers Library Publishers, 1940.
- Study Guide and Outline for the People's Front. New York: Educational and Literature Departments, New York State Committee, Communist Party, 1940.
- A Letter from Earl Browder. New York City : Communist Party of U.S.A., 1940.
- A Message from Earl Browder to the Youth of America. New York: National Election Campaign Committee, Youth Division, 1940.
- United Front against Fascism and War: How to Achieve It! A Serious Word to the Socialist Party. New York City: New York District Committee, Communist Party of USA, 1940.
- The New Moment in the Struggle against War. New York City: New York State Committee, Communist Party U.S.A., 1940.
- Mr. Browder Goes to Washington.[New York, N.Y.]: Browder for Congress Campaign Committee,  1940.
- The Communists on Education and the War. New York : Young Communist League,   1940.
- A Message to California Educators: Some Inner Contradictions in Washington's Imperialist Foreign Policy. Calif. : The Committee,   1940.
- The Message They Tried to Stop! The Most Peculiar Election Campaign in the History of the Republic: Speech Delivered by Electrical Transcription at Olympic Auditorium, Los Angeles, California, September 8 and at San Francisco, California, September 11, 1940. New York: National Election Campaign Committee, Communist Party USA, 1940.
- The Second Imperialist War. New York: International Publishers, 1940.
- The Way Out. New York: International Publishers, 1940.
- The Communist Party of the USA: Its History, Role and Organization. New York: Workers Library Publishers, 1941.
- Communism and Culture New York: Workers Library Publishers, 1941.
- Earl Browder Says. New York: Workers Library Publishers, 1941.
- The Way Out of the Imperialist War. New York: Workers Library Publishers, 1941.
- The Road to Victory. New York: Workers Library Publishers, 1941.
- A Different Kind of Party: Earl Browder Tells How the Communist Party is Distinguished from All Other Parties n.c.: n.p., 1941.
- Victory—and after. New York: International Publishers, 1942.
- Production for Victory. New York: Workers Library Publishers, 1942.
- Victory Must Be Won: Independence Day Speech, Madison Square Garden, July 2, 1942. New York: Workers Library Publishers, 1942.
- Earl Browder on the Soviet Union. New York: Workers Library Publishers, 1942.
- The Economics of All-Out War. New York: Workers Library Publishers, 1942.
- One Year Since Pearl Harbor. New York: Workers Library Publishers, 1942.
- When Do we Fight? New York: Workers Library Publishers, 1942.
- 2nd Front Now! This is the Will of the People. San Francisco: Issued by California Communist Party,  1942.
- Free the Anti-Fascist Prisoners in North Africa: Address. New York: Communist Party, U.S.A., 1942.
- The Future of the Anglo-Soviet-American Coalition. New York: Workers Library Publishers 1943.
- George Dimitroff. New York: International Publishers, 1943.
- Policy for Victory. New York: Workers Library Publishers 1943.
- Wage Policy in War Production. New York: Workers Library Publishers 1943.
- Make 1943 the Decisive Year. New York: Workers Library Publishers 1943.
- The Mine Strike and Its Lessons. New York City: New York State Committee, Communist Party,  1943.
- A Conspiracy Against our Soviet Ally: A Menace to America'.' Chicago: Illinois State Committee of the Communist Party, 1943.
- A Talk About the Communist Party. New York: Workers Library Publishers 1943.
- Hitler's Secret Weapon: The Bogey of Communism. San Francisco: California Communist Party, 1943.
- Browder Hits Anti-Soviet Plot speech of Earl Browder, at Aperion Manor, Brooklyn, NY, April 1, 1943. Baltimore? : Communist Party and Young Communist League of Baltimore?, 1943.
- A Lincoln's Birthday Message to You. New York: Communist Party?, 1944.
- The meaning of the elections New York: Workers Library Publishers 1944.
- Moscow, Cairo, Teheran. New York: Workers Library Publishers 1944.
- Economic Problems of the War and Peace. New York: Workers Library Publishers 1944.
- The Road Ahead to Victory and Lasting Peace. New York: Workers Library Publishers 1944.
- Teheran: Our Path in War and Peace. New York: International Publishers, 1944.
- Teheran and America: Perspectives and Tasks. New York: Workers Library Publishers 1944.
- Shall the Communist Party Change Its Name? New York: Workers Library Publishers 1944.
- America's Decisive Battle. New York, N.Y: New Century, 1945
- Why America is interested in the Chinese Communists New York, N.Y: New Century, 1945
- The press and America's future New York, N.Y: Daily Worker, 1945
- Browder's Speech to National Committee. San Francisco: California State Committee CPA, 1945.
- Appeal of Earl Browder to the National Committee CPUSA Against the Decision of the National Board of February 5th, 1946 for His Expulsion. Yonkers: Earl Browder, 1946
- The Writings and Speeches of Earl Browder: From May 24, 1945 to July 26, 1945. Yonkers, NY: Earl Browder, 1947.
- War or Peace with Russia? New York: A.A. Wyn, 1947.
- Soviet book news, literature, art, science. New York: 1947.
- The Decline of the Left Wing of American Labor. Yonkers, NY: [Earl Browder], 1948.
- Answer to Vronsky. New York? : n.p.,  1948.
- Labor and Socialism in America. Yonkers, NY: Earl Browder, 1948.
- The "Miracle" of Nov. 2nd: Some Aspects of the American Elections New York? : n.p.,  1948.
- World Communism and US Foreign Policy: A Comparison of Marxist Strategy and Tactics: After World War I and World War II. New York: Earl Browder, 1948.
- "Americus" [pseudonym], Where Do We Go From Here? An Examination of the Record of the 14th National Convention, CPUSA. n.c.: Earl Browder, 1948.
- "Americus," Parties, issues, and Candidates in the 1948 Elections: Brief Review and Analysis. Yonkers, NY: Earl Browder, 1948.
- The Coming Economic Crisis in America New York? : n.p., 1949
- More about the economic crisis New York? : s.n., 1949
- War, peace and socialism, New York? : s.n., 1949
- U.S.A. & U.S.S.R.: their relative strength S.l. : s.n., 1949
- How to halt crisis and war: an economic program for progressives  S.l. : s.n., 1949
- Chinese Lessons for American Marxists. n.c. Yonkers, NY: Earl Browder, 1949.
- In defense of communism: against W.Z. Foster's "new route to socialism. Yonkers, NY: s.n., 1949.
- Keynes, Foster and Marx. Yonkers, N.Y 1950
- Earl Browder before U.S. Senate: the record and some conclusions. Yonkers, N.Y 1950
- "Is Russia a socialist community?": affirmative presentation in a public debate Yonkers, N.Y: The author 1950
- Language & war : letter to a friend concerning Stalin's article on linguistics Yonkers, N.Y: The author 1950
- Modern resurrections & miracles Yonkers, N.Y: Earl Browder, 1950
- Toward an American peace policy Yonkers, N.Y: The author 1950
- "Should Soviet China be admitted to the United Nations?" debate. s.l. : s.n., 1951
- The meaning of MacArthur: letter to a friend s.l. : s.n., 1951
- Contempt of Congress; the trial of Earl Browder. Yonkers, N.Y:  E. Browder 1951
- Four letters concerning peaceful co-existence of capitalism and socialism: together with speech of June 2, 1945 on the same question Yonkers, N.Y. : Issued for private circulation only by E. Browder, 1952
- Should America be returned to the Indians? Yonkers, N.Y. : The author, 1952
- A postscript to the discussion of peaceful co-existence Yonkers, N.Y:  E. Browder 1952
- Marx and America: A Study in the Doctrine of Impoverishment. New York: Duell, Sloan and Pearce, 1958.
- Socialism in America Yonkers, N.Y.: Browder, 1960.

### Статті та виступи
- Andrés Nin Struggle of the Trade Unions Against Fascism. (Introduction) Chicago: The Trade Union Educational League, 1923. (Labor Herald Library #8) alternate link
- Solomon Lozovsky The World's Trade Union Movement (Introduction) Chicago: The Trade Union Educational League, 1924. (Labor Herald Library #10)
- Trade Unions in America (with James Cannon and William Z. Foster) Chicago: Published for the Trade Union Educational League by the Daily Worker 1925 (Little Red Library #1)
- “Official Communications: Letter of the P.P.T.U.S. to the Latin American Trade Union Congress, Montevideo, Uruguay”. The Pan-Pacific Monthly, no. 26, February 14, 1929.
- “The Agrarian Problem in China”. The Pan-Pacific Monthly, no. 26, May 1929.
- Technocracy and Marxism (with William Z. Foster and Vyacheslav Molotov) New York: Workers Library Publishers, 1933.
- Karl Marx, 1883–1933 (with Max Bedacht and Sam Don) New York: Workers Library Publishers, 1933.
- How do we raise the question of a labor party? (with Jack Stachel) New York: Workers Library Publishers, 1935.
- Debate: Which Road for American Workers — Socialist or Communist? with Norman Thomas,  New York: Socialist Call, 1936.
- Organize mass struggle for social insurance: tasks of the American Communist Party in organizing struggle for social insurance (with Sergei Ivanovich Gusev) New York: Workers Library Publishers, 1933.
- The meaning of the Palestine partition (with John Arnold) [New York, N.Y. State Jewish Buro, Communist Party,  1937.
- Red baiting: enemy of labor; with a letter to Homer Martin by Earl Browder by Louis Budenz New York : Workers Library Publishers, 1937
- The Constitution of the United States: with the amendments ; also, the Declaration of Independence New York: International Publishers, 1937.
- The Path of Browder and Foster. (with others) New York: Workers Library Publishers, 1941.
- A discussion of people's war policies: Vice President Henry Wallace's May 8, 1942 speech, Asst. Secretary of State Sumner Welles' May 30, 1942 speech, Earl Browder's June 7, 1942 article in "The Worker", the Atlantic Charter. New York : Workers School, 1942.
- Speed the second front (with others) New York: Workers Library Publishers, 1942.
- Anti-semitism: what it means and how to combat it (with William Gallacher) New York: Workers Library Publishers 1943.
- Is communism a menace? A debate between Earl Browder and George E. Sokolsky. New York: New masses 1943.
- Choose between Teheran and Hitler: extracts from the report by Earl Browder to the National Convention of the U.S.A. Communist Party, May 20, 1944.  Sydney: Central Committee of the Australian Communist Party, 1944.
- The heritage of Jefferson (with Claude Bowers and Francis Franklin) New York : Workers School, 1943.
- Jew-baiting is cannibalism (with William Gallacher) Sydney: Current Book Distribution,  1944.
- Communists and national unity: an interview of PM with Earl Browder. with Harold Lavine New York: Workers Library Publishers 1944.
- On the dissolution of the Communist Party of the United States by Jacques Duclos San Francisco, Calif. : State Committee, Communist Political Association of California, 1945 (foreword)
- Browder's position on the resolution (with William Z. Foster) in "Discussion Bulletin No. 1." San Francisco: California State Committee CPA, 1945.
- "Speech to the CPA National Committee – June 18, 1945," in "Discussion Bulletin No. 9." San Francisco: California State Committee, CPA, July 1945; pp. 1–3, 6, 8.
- How can Soviet Russia and the United States keep the peace? with Theodore Granik and George SokolskyWashington, D.C: Ransdell, 1946
- Communists in the struggle for Negro rights (with James Ford, Benjamin Davis and William Patterson) New York, N.Y: New Century, 1945
- Is Russia a Socialist Community? The Verbatim Text of a Debate. March 1950 debate with Max Shachtman moderated by C. Wright Mills.  The New International: A Monthly Organ of Revolutionary Marxism, Vol.16 No.3, May–June 1950, pp. 145–176.
- Contempt of Congress : the trial of Earl Browder Yonkers, N.Y. : Earl Browder, [1951]